# Predica di sant'Antonio ai pesci (Veronese)
La Predica di sant'Antonio ai pesci è un dipinto a olio su tela di Paolo Veronese, esposto alla Galleria Borghese di Roma.

## Storia
Non è nota l'originaria collocazione del dipinto, dato lo sviluppo orizzontale e le medie dimensioni avrebbe potuto essere destinato alla parete laterale di una cappella o come parte di un ciclo per una piccola scuola. Probabilmente pervenne al cardinale Borghese come dono del patriarca di Aquileia nel 1607: è documentato infatti l'invio separato di due dipinti di Veronese da parte di quest'ultimo ma nelle lettere, tuttora esistenti, non ne è citato il tema. Gli scritti lasciano supporre che il soggetto trattasse due "prediche", e in effetti la Galleria ne possiede da tempo due con questo tema: la Predica di san Giovanni Battista e appunto la Predica di sant'Antonio ai pesci. Comunque dal conto del corniciaio incaricato di contornare a nuovo il dipinto – datato 25 luglio 1612 – è almeno sicura la data ante quem il dipinto era giunto a Roma. Per altro, prima di giungere alla attuale sede di villa Borghese Pinciana i due dipinti erano stati sistemati nella residenza di allora del cardinale, l'attuale palazzo Torlonia, e qui nel 1613 vengono descritti in versi dal poeta di corte Scipione Francucci.
L'attribuzione del dipinto al Veronese fu negata nel da Morelli (1897) che lo attribuiva allo Zelotti, seguito dal meno autorevole Percy Herbert Osmond (1927) e per ultimo da Theodor Hetzer (prima del 1946 ma pubblicato nel 1985) che lo metteva in dubbio per la scarsa qualità pittorica – ma il dipinto era allora ancora illeggibile. Già Venturi (1893) lo riconfermava a Paolo e così Longhi (1928), Fiocco (1928), Pallucchini (1944), per finire con i cataloghi del Veronese di Terisio Pignatti e Filippo Pedrocco (1991, 1995).
Prima del più recente restauro – finito nel 2001 – il dipinto era stato trattato almeno due volte nel Novecento, in un'epoca indeterminata la tela era stata rinforzata con una foderatura e nell'Ottocento era stata sostituita la cornice. Nel 1919 era stato pulito, alcune piccole lacune erano state stuccate e infine verniciato; dalla descrizione dell'intervento sembra che fosse stato anche sostituito il telaio. Nel 1947 era stato lavato e riverniciato. Il risultato finale era che la vernice oscurava completamente il quadro rendendone alcune parti illeggibili e comunque scialbandolo con uno strato lattiginoso. Tali effetti erano probabilmente dovuti prevalentemente ai due interventi novecenteschi perché nel 1648 Claudio Ridolfi poteva descrivere i «pesci [che] spuntano fuor dell'acqua per udirlo [sant'Antonio] come se havessero lo intendimento», una porzione del quadro che rimaneva assolutamente illeggibile prima dell'ultimo restauro.
Nel restauro concluso a giugno 2001 si è provveduto a liberare lo strato dipinto dalla pesante verniciature ridando la luce e il colore al quadro e una nuova sottile verniciatura protettiva è stata applicata per nebulizzazione. Nell'occasione sono state rimosse le vecchie stuccature che in molti casi si estendevano oltre le lacune, riducendo il lavoro di ritocco. Il vecchio, ma non originale, rigido non permetteva una precisa tensione della tela e con essa dello strato pittorico, collaborando al sollevamento e alla caduta di colore è stato rimpiazzato con un nuovo telaio dotato di un tradizionale sistema di regolazione di estensione. Durante la rimozione della tela di foderatura è stata scoperta l'antica scritta «Paolo Veroneʃe», non una firma originale ma un'informazione funzionale al collezionista o al mercante d'arte. La tela è stata poi rinforzata con due strati di tessuto più sottile.

## Riferimenti iconografici

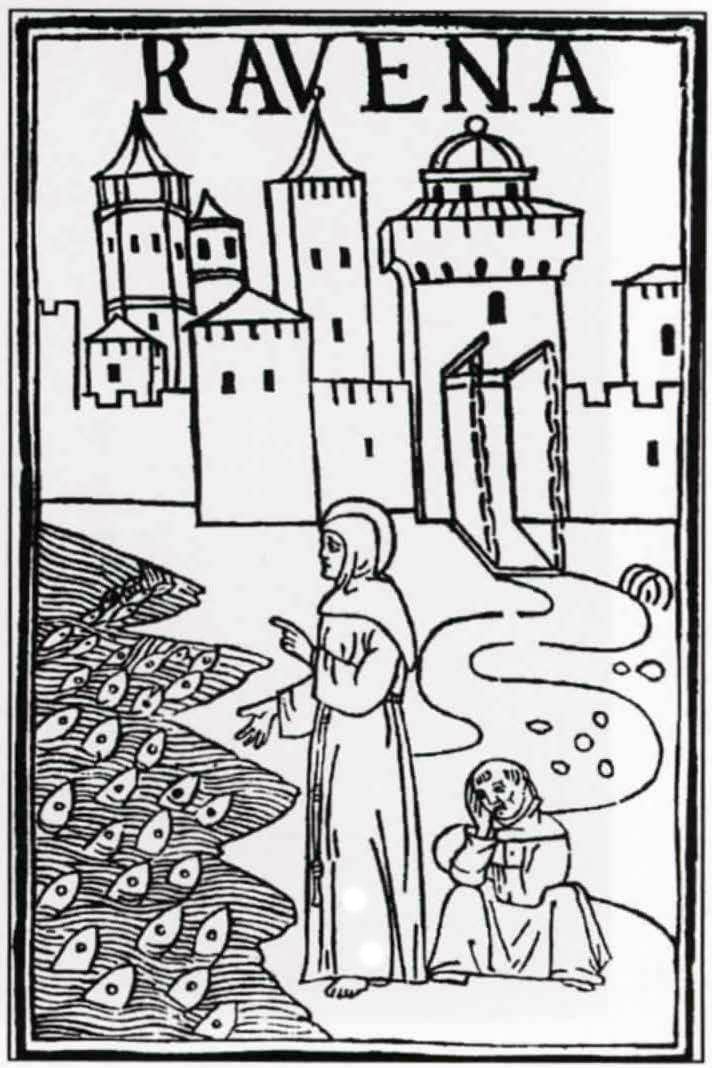
Sant'Antonio predica ai pesci, 1480 circa, xilografia, Museo Correr. In questo caso si indica Ravenna invece che Rimini come luogo del miracolo

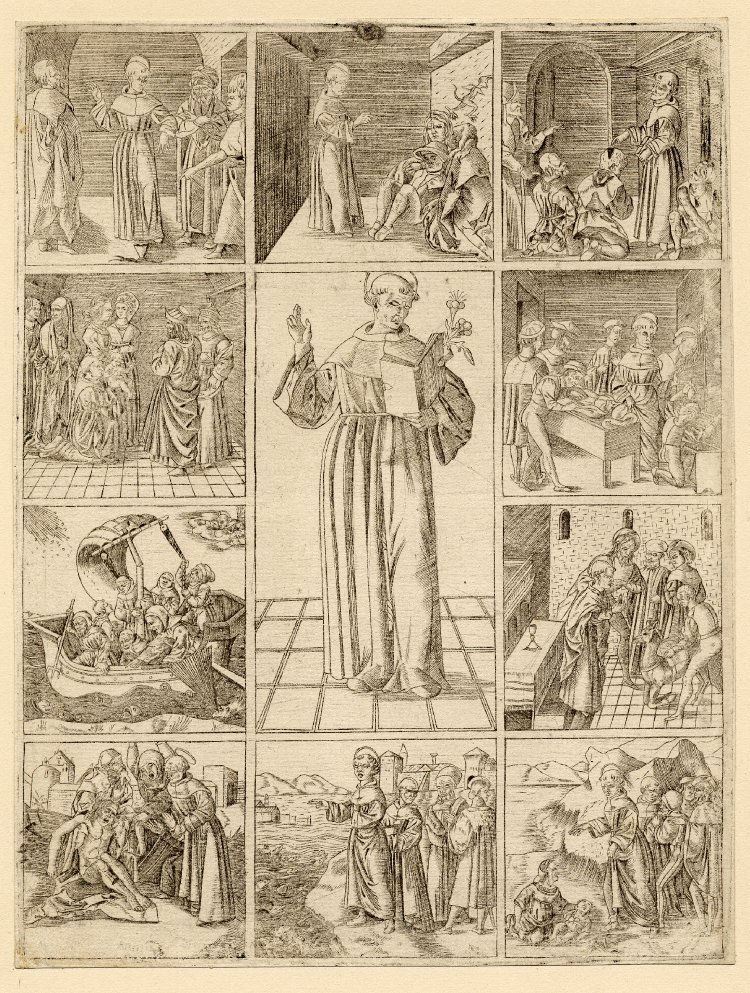
Miracoli di sant'Antonio, Anonimo padovano, 1510-1520, incisione, British Museum

Il tema della predica ai pesci, pur non essendo una rappresentazione rara, non risulta particolarmente appariscente nel mare magnum dell'iconografia antoniana. È presente il più delle volte come una parte dei grandi cicli antoniani piuttosto che come opera autonoma. Ancor meno sono gli esempi che potrebbero esser stati ben noti al Veronese e utilizzati come fonte di riferimento: senz'altro la grande rappresentazione attribuita a Gianmartino Tranzapani (1520) nel ciclo dell'antisacrestia al Santo di Padova oppure la mezza lunetta di Girolamo Tessari (1535-1537) nel ciclo del Santuario del Noce a Camposampiero e all'epoca era probabilmente ancora completamente visibile il ciclo di Domenico Morone (fine XV secolo) dentro San Bernardino a Verona, la città del Caliari, ma che vi fosse presente anche la predica ai pesci è attualmente solo una supposizione. Senz'altro al tempo circolavano anche alcune stampe che rievocavano l'evento; a noi sono giunte l'anonima xilografia (1480 circa) che indica l'evento come avvenuto a Ravenna e un foglio di probabile produzione padovana (1510-1520) che riporta l'effigie del santo circondato da dieci riquadri che illustrano i suoi miracoli, tra cui appunto la predica ai pesci in basso al centro. L'immagine della predica appare anche nel frontespizio del Compendio volgare della vita & miracolose opere di Santo Antonio di Ippolito da Ponte stampato a Venezia nel 1532.  

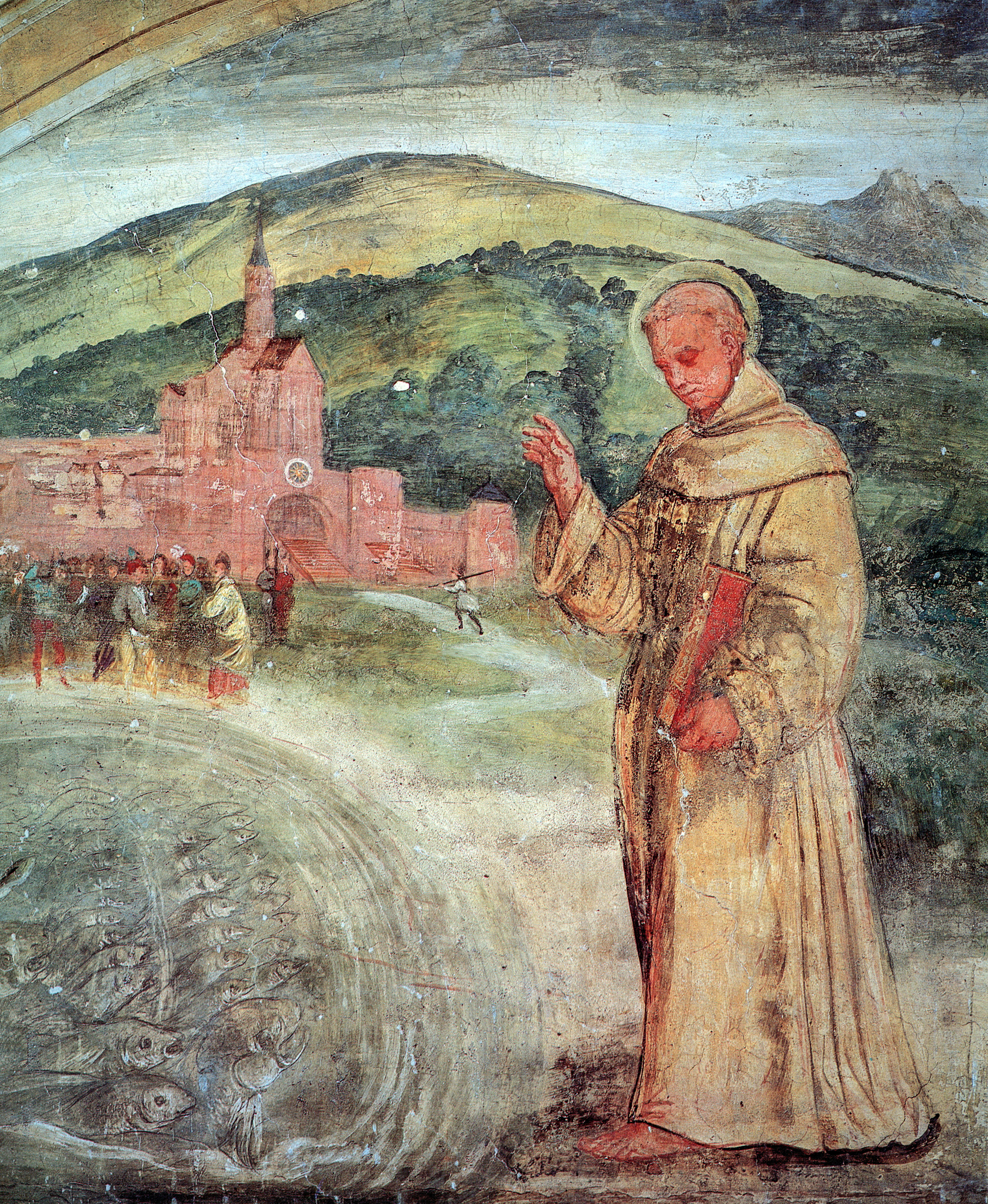
Girolamo Tessari, Predica ai pesci, 1535-1537, affresco (particolare), Santuario del noce, Camposampiero

Sebbene la rappresentazione fosse meno diffusa di quella di altri miracoli, l'evento aveva una certa fama e prima della volgarizzazione del Da Ponte era diffusamente trattato ne I fioretti di san Francesco (capitolo quarantesimo) dove viene precisamente collocato a Rimini mentre in altre scritture precedenti non veniva data una collocazione precisa, fatta salva la Rigaldina che lo poneva presso Padova. La leggenda, che deriva e riprende in pendant la predica agli uccelli di san Francesco, si riferisce all'opera di apostolato di Antonio presso gli eretici. In effetti il santo fu per un certo tempo a predicare in Romagna dove erano ben presenti i catari. Il racconto narra che a Rimini, centro maggiore della diffusione dell'eresia nell'area, i suoi tentativi di predicare rimanessero inascoltati e così si sia deciso a rivolgersi ai pesci. Questi accorsero ordinati verso riva per udirlo e alla notizia del prodigio anche molti cittadini si avviarono ad ascoltarlo.
(Anonimo, I fioretti di san Francesco)

## Descrizione

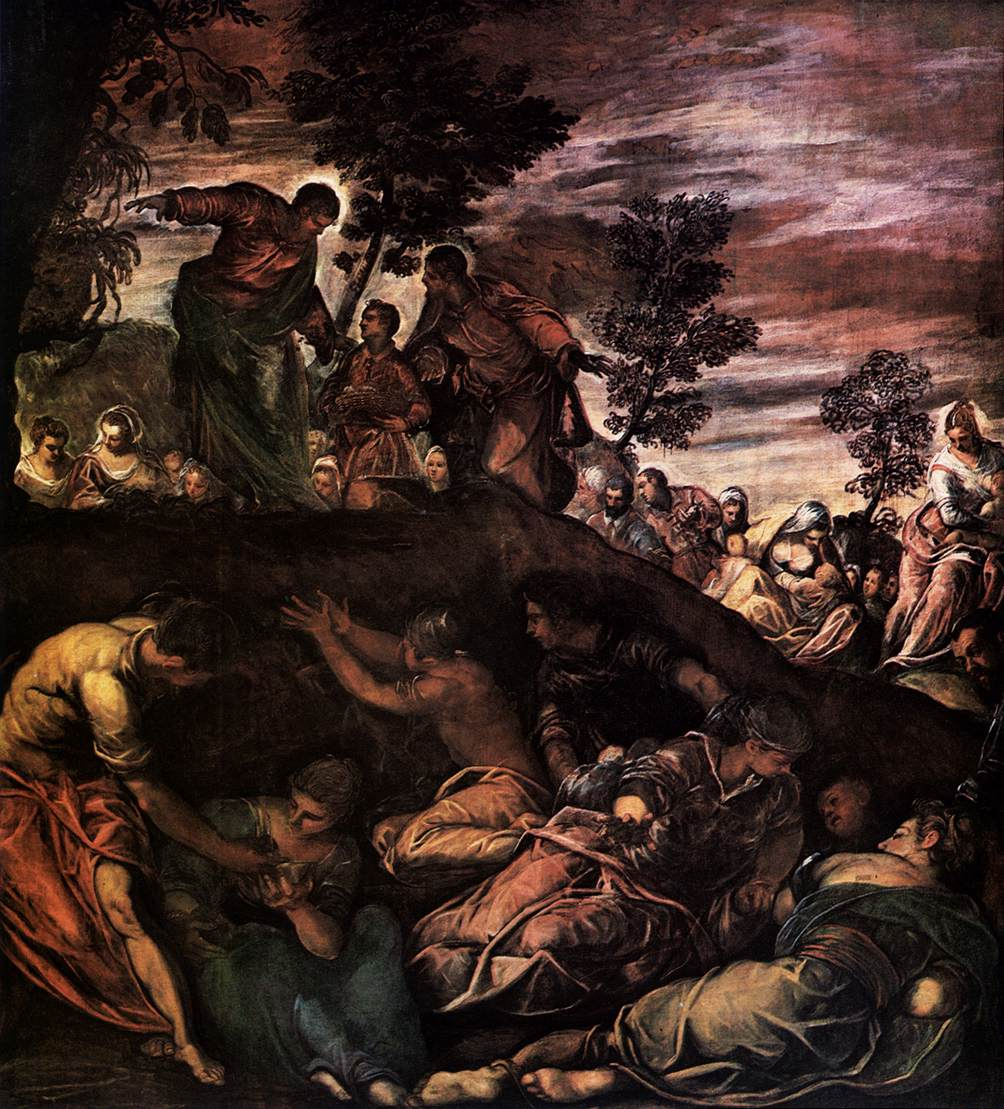
Jacopo Tintoretto, Moltiplicazione dei pani e dei pesci, 1579-1581, Sala Capitolare della Scuola Grande di San Rocco

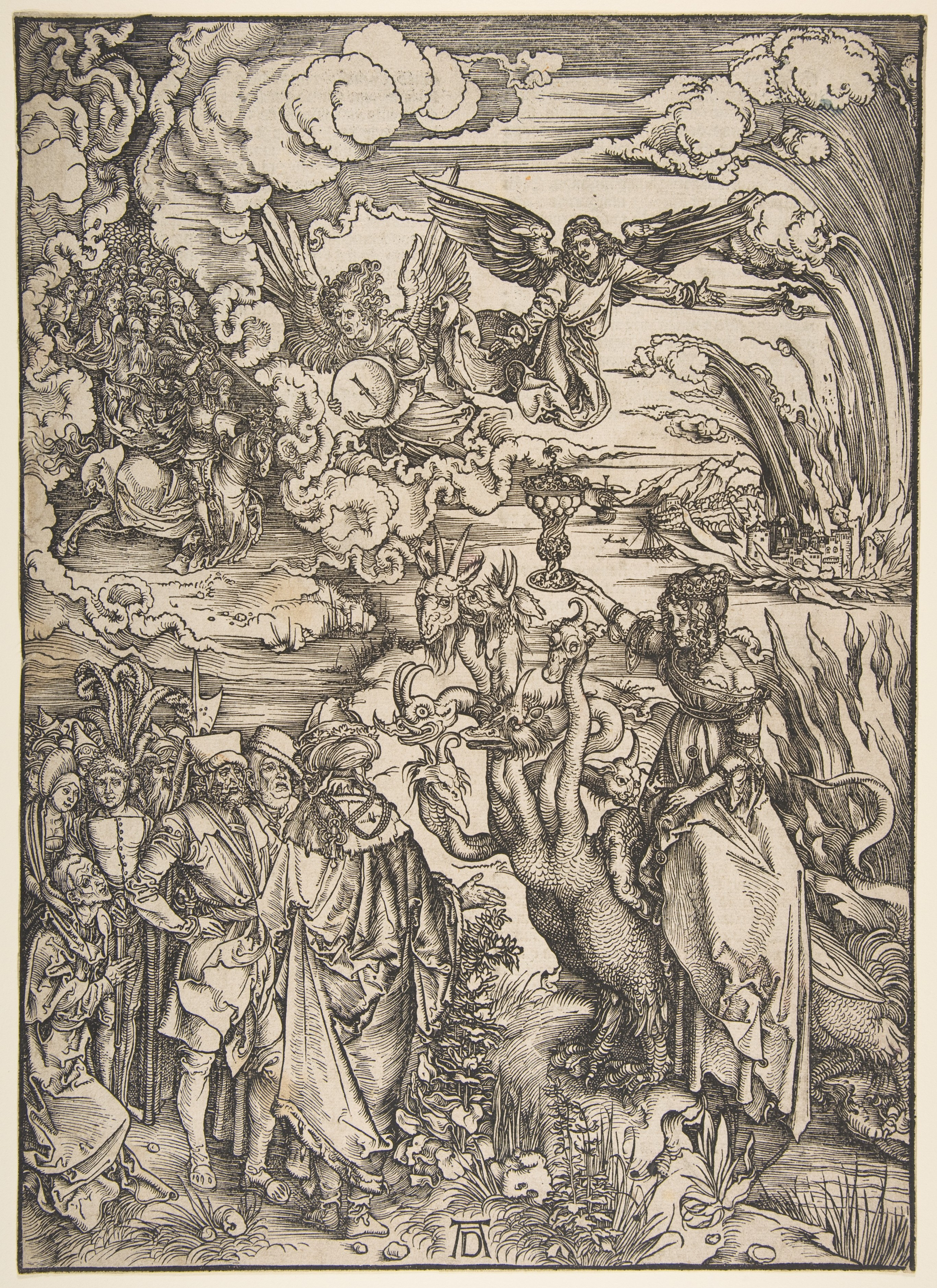
Albrecht Dürer, La meretrice di Babilonia, 1498, xilografia

A differenza dei riferimenti iconografici Veronese pone Antonio sopra uno scoglio per elevarlo rispetto agli astanti e concentrare l'attenzione sulla sua figura. Singolare che lo stesso espediente fosse già stato usato all'inizio del secolo da Girolamo Santacroce nel paliotto dell'altare di sant'Antonio in Sant'Anna dei Lombardi; è tuttavia molto improbabile che il lavoro possa esser stato noto a Paolo. Certo che anche nelle trecentesche vetrate della chiesa superiore della basilica di San Francesco ad Assisi la figura di Antonio era impostata su di una base pietrosa: il soggetto della narrazione era il medesimo ma non era sentita alcuna necessità di innalzamento rispetto al fraticello unico astante. Invece in Veronese la forma triangolare dello scoglio che si inserisce dinamicamente nella scena tende a conferire l'idea che il santo sia il nocchiere sulla prua del nave della chiesa oppure un faro della fede. Sempre con la stessa funzione monumentale il pittore ricorre a un anacronismo prospettico, dipingendo il santo più alto della statura delle figure in primo piano. L'eloquente atteggiamento di Antonio, colto nel naturale movimento del volgersi verso gli umani mentre indica chi lo ha ascoltato per primo, cioè i pesci, è decisamente ispirato al Cristo nella Moltiplicazione dei pani e dei pesci del Tintoretto alla Scuola di San Rocco.
È da metter in conto come quest'opera che parla della conversione dall'eresia sia successiva al processo per eresia, appunto, subito da Veronese presso il tribunale dell'inquisizione di Venezia. La questione era stata la sua fastosa e festosa esecuzione di un'Ultima Cena e la vicenda si concluse con la decisione di modificarne il soggetto in quello del Convito in casa Levi. Così in questo quadro rinunciò agli effetti cangianti dei tessuti e alla ricchezza delle ornamentazioni tipica delle sue cene, non solo, dipinse anche un autoritratto – ora dopo il restauro inequivocabile – immerso tra la piccola folla di eretici con lo sguardo attento verso Antonio e la mano sul petto in segno di devozione. Un altro ritratto possibile nel quadro è quello del vecchio che unico volge lo sguardo dolente verso gli spettatori – del quadro questa volta – come a compiangere il comune stato di peccatori e pare verosimilmente raffigurare Jacopo Tintoretto.
Con la Predica ai pesci Veronese non era incaricato di dipingere un soggetto di effetto più immediato nella rappresentazione, come i miracoli della gamba riattaccata o una resurrezione, bensì rendere credibile l'immateriale voce del santo e sceglie di esprimerla rappresentando le reazioni astanti. Per inciso è curioso che nella piccola folla siano rappresentati molti forestieri (come i turchi, gli ebrei e il moro alle spalle di Paolo) piuttosto che soltanto cittadini di Rimini. Solo il personaggio che ritrae Paolo guarda direttamente verso il santo, gli altri sono ripresi nello stupore del miracolo che prelude alla conversione. Dei due turchi in primo piano, con le loro sgargianti vesti rossastre, quello di spalle – figura probabilmente derivata da un'incisione di Dürer – indica la moltitudine dei pesci e l'altro si piega dubbioso a controllare il prodigio. Gli ebrei seduti accanto allo scoglio sono colti a discutere e ugualmente ad indicare. All'estrema destra un bambino con l'espressione inquieta strattona la veste della donna che gli è seduta accanto; il fraticello seminascosto dallo scoglio abbassa gli occhi sopraffatto; gli sguardi delle due figure al centro sulla riva si incrociano quello dell'una verso il santo e dell'altra verso i pesci.
Nella rinuncia a effetti mistici e plateali il sommesso mormorio e la delicata animazione degli uditori è sottolineata dal contrasto con l'assoluta novità del pacato spazio vuoto formato del cielo e dal mare tranquillo.  Spazio segnato nella profondità sia dai battelli che veleggiano in distanza sia dalla prospettiva delle nuvole nel cielo, e marcato dall'asimmetricità della posizione di Antonio. Nel mare appare solo lo scintillio di pesci indifferenziati, solo i più vicini a riva sono riconoscibili: dei pesci volanti a ricordare un passo della predica di Antonio. 
(Anonimo, I fioretti di san Francesco)
L'orizzonte appare libero, solo un piccolo promontorio sulla sinistra ricorda la posizione della predica raccontata nei Fioretti «alla riva del fiume allato al mare». L'usuale sbarramento della città è sostituito sulla destra da una piccola veduta che già prelude al gusto dei vedutisti lagunari.